# Murdoch Stewart, Earl of Menteith
Murdoch Stewart, Earl of Menteith (auch Muireadhach) († 11. August 1332 bei Scone) war ein schottischer Magnat.

## Herkunft und Jugend
Murdoch entstammte einer Nebenlinie der schottischen Familie Stewart. Er war ein jüngerer Sohn von Alexander Stewart, Earl of Menteith. Nach dessen Tod vor 1306 erbte Murdochs älterer Bruder Alan den Titel. Alan unterstützte im Krieg gegen England den schottischen König Robert Bruce. Er geriet jedoch in englische Gefangenschaft, in der er vor 1309 starb. Der junge Murdoch wurde in englische Vormundschaft genommen. Von 1310 bis 1311 diente er als Kammerdiener von Sir William de Ferrers, und von 1312 bis 1313 diente er als Schildknappe in der Garnison von Dundee.

## Rolle bei der Aufdeckung der Soules-Verschwörung
Nach dem Chronisten Thomas Gray erfuhr er in England von der Verschwörung von William Soulis, worauf er die Seiten wechselte und Robert Bruce warnte. Dieser belohnte ihn mit der Erhebung zum Earl of Menteith, wofür seine Nichte Mary auf ihren Anspruch verzichtete. Wann genau Murdoch jedoch die Seiten wechselte, ist unklar. Im Januar 1317 erhielt er noch englischen Sold, doch wahrscheinlich spätestens im Dezember 1318 stand er auf schottischer Seite. Die Soules-Verschwörung wurde im späten Frühjahr 1320 aufgedeckt, und spätestens 1323 war Murdoch als Belohnung für die Aufdeckung der Verschwörung zum Earl of Menteith erhoben worden. Bereits im Sommer 1320 hatte der schottische König Murdoch mit der Baronie Rothiemay in Banffshire belohnt. Wahrscheinlich hatte Murdoch ab 1318 zu den Verschwörern um Soules gehört, doch schließlich diese verraten.

## Tätigkeit als Earl of Menteith
In den nächsten Jahren bezeugte Menteith Urkunden des Königs und begleitete ihn mehrfach, unter anderem noch im November 1328 nach Tarbert Castle. Zu Beginn des Zweiten Schottischen Unabhängigkeitskriegs kämpfte er gegen die Enterbten, die den Thronanspruch an Edward Balliol vertraten. In der Schlacht von Dupplin Moor unterstützte Menteith den ungestümen Angriff von Robert Bruce, Lord of Liddesdale auf die Armee der Enterbten, bei dem er fiel.
Nach seinem Tod fiel der Anspruch auf den Titel wieder an seine Nichte Mary, die John Graham heiratete.